# Alain Raymond
Pour l'écrivain, voir Alain Damasio.
Pour l’article ayant un titre homophone, voir Alain Rémond.
Alain Raymond, né le 24 juin 1965 à Rimouski, dans la province de Québec au Canada, est un joueur canadien de hockey sur glace. Il évoluait au poste de gardien de but.

## Carrière
Alain Raymond entreprend son stage junior avec les Olympiques de Hull à l’automne de 1982. Après 17 matchs, il est toutefois échangé aux Draveurs de Trois-Rivières. Il termine la saison avec un total de 12 victoires et, à l’été de 1983, il est sélectionné par les Capitals de Washington au repêchage de la Ligue nationale de hockey (215e au total). Il joue deux autres saisons avec les Draveurs et obtient du succès: il est nommé dans la première équipe d’étoiles en 1984 et sur la deuxième en 1985. Son passage à Trois-Rivières se termine par contre sur une mauvaise note. Lors de la première ronde des séries éliminatoires de 1985, son équipe gagne les trois premiers matchs contre les Voltigeurs mais est incapable de stopper la remontée de Drummondville qui remporte finalement la série 4-3, une première dans l’histoire de la LHJMQ.
Sa carrière junior terminée, Raymond retarde son entrée chez les professionnels en préférant s’aligner avec l’équipe nationale du Canada. En 46 matchs, il enregistre 25 victoires et 4 jeux blancs. Il fait ensuite le saut chez les pros, à l’automne de 1986, avec les Komets de Fort Wayne de la Ligue internationale de hockey. Il porte toujours l’uniforme des Komets lorsqu’il est rappelé par les Capitals, un an plus tard. Le gardien de but des Captitals, Pete Peeters, est blessé et Raymond va seconder Clint Malarchuk. Le 9 décembre 1987, Malarchuk accorde rapidement 3 buts aux Whalers de Hartford. L'entraîneur des Capitals, Bryan Murray, décide alors de faire appel à la recrue de 22 ans pour entamer la deuxième période. Washington égalise la marque, mais Kevin Dineen compte le but gagnant pour Hartford en troisième période. Raymond est retourné à Fort Wayne le lendemain. Il revient dans la grande ligue à quelques reprises comme gardien substitut, mais ne reverra plus jamais d’action. Après des passages avec les Skipjacks de Baltimore et les Admirals de Hampton Roads, il signe un contrat avec les Blues de Saint-Louis en 1990, poursuivant toutefois sa carrière avec le club-école de Peoria. Agent libre en 1992, il ne reçoit aucune offre des clubs de la LNH et préfère prendre sa retraite.
Raymond demeure tout de même dans le monde du hockey. Il revient dans sa ville natale et devient entraîneur des gardiens de but de l’Océanic de Rimouski en 1997. Il cumule également la fonction de recruteur-chef  lorsque l’Océanic remporte la Coupe Memorial face aux Colts de Barrie en mai 2000. Trois mois plus tard, il quitte le club pour poursuivre une carrière en marketing dans une entreprise spécialisée dans la publication d’annuaires téléphoniques.
Quelques années plus tard, Raymond joint les rangs de la Société canadienne du cancer où il occupe le poste de directeur régional du Bas-Saint-Laurent, puis du territoire de Québec/Chaudière-Appalaches et pendant quelques mois, de la Mauricie.

## Statistiques
| Saison    | Équipe                     | Ligue         |    | Saison régulière | Saison régulière | Saison régulière | Saison régulière | Saison régulière | Saison régulière | Saison régulière | Saison régulière | Saison régulière | Saison régulière |   | Séries éliminatoires | Séries éliminatoires | Séries éliminatoires | Séries éliminatoires | Séries éliminatoires | Séries éliminatoires | Séries éliminatoires | Séries éliminatoires | Séries éliminatoires |
| Saison    | Équipe                     | Ligue         | PJ | V                | D                | Pr/N             | Min              | BC               | Moy              | % Arr            | Bl               | Pun              | PJ               | V | D                    | Min                  | BC                   | Moy                  | % Arr                | Bl                   | Pun                  |                      |                      |
| 1980-1981 | Cantonniers de l'Est       | LHMAAAQ       | 17 | 7                | 7                | 2                | 960              | 83               | 5,16             | 85               | 0                | 0                | -                | - | -                    | -                    | -                    | -                    | -                    | -                    | -                    |                      |                      |
| 1981-1982 | Cantonniers de l'Est       | LHMAAAQ       | 27 | 13               | 4                | 1                | 1 505            | 128              |                  | 85,3             | 0                | 4                | 8                | 6 | 2                    | 480                  | 35                   |                      | 89,1                 | 0                    | 2                    |                      |                      |
| 1982-1983 | Olympiques de Hull         | LHJMQ         | 17 | 5                | 8                | 0                | 808              | 80               | 5,94             | 84,8             | 0                | 4                | -                | - | -                    | -                    | -                    | -                    | -                    | -                    | -                    |                      |                      |
| 1982-1983 | Draveurs de Trois-Rivières | LHJMQ         | 22 | 7                | 10               | 2                | 1 182            | 124              | 6,3              | 84,1             | 0                | 4                | 2                | 0 | 2                    | 120                  | 12                   | 6                    | 86,7                 | 0                    | 0                    |                      |                      |
| 1983-1984 | Draveurs de Trois-Rivières | LHJMQ         | 54 | 19               | 26               | 1                | 2 801            | 227              | 4,86             | 86,5             | 2                | 6                | -                | - | -                    | -                    | -                    | -                    | -                    | -                    | -                    |                      |                      |
| 1984-1985 | Draveurs de Trois-Rivières | LHJMQ         | 58 | 28               | 26               | 1                | 3 297            | 220              | 4                | 87,9             | 2                | 2                | 7                | 3 | 4                    | 437                  | 32                   | 4,39                 | 89,1                 | 0                    | 0                    |                      |                      |
| 1985-1986 | Équipe Canada              | International | 46 | 25               | 18               | 3                | 2 571            | 151              | 3,52             | 88,5             | 4                | 0                | -                | - | -                    | -                    | -                    | -                    | -                    | -                    | -                    |                      |                      |
| 1986-1987 | Komets de Fort Wayne       | LIH           | 45 | 25               | 16               | 0                | 2 433            | 134              | 3,3              | 89,3             | 1                | 27               | 6                | 2 | 3                    | 320                  | 23                   | 4,31                 |                      | 0                    | 0                    |                      |                      |
| 1987-1988 | Komets de Fort Wayne       | LIH           | 40 | 20               | 15               | 3                | 2 271            | 142              | 3,75             | 87,4             | 2                | 8                | 2                | 0 | 1                    | 67                   | 7                    | 6,27                 |                      | 0                    | 0                    |                      |                      |
| 1987-1988 | Capitals de Washington     | LNH           | 1  | 0                | 1                | 0                | 40               | 2                | 3,06             | 90               | 0                | 0                | -                | - | -                    | -                    | -                    | -                    | -                    | -                    | -                    |                      |                      |
| 1988-1989 | Skipjacks de Baltimore     | LAH           | 41 | 14               | 22               | 2                | 2 301            | 162              | 4,22             | 86,3             | 0                | 2                | -                | - | -                    | -                    | -                    | -                    | -                    | -                    | -                    |                      |                      |
| 1989-1990 | Skipjacks de Baltimore     | LAH           | 11 | 4                | 5                | 2                | 612              | 34               | 3,33             | 89,4             | 0                | 0                | -                | - | -                    | -                    | -                    | -                    | -                    | -                    | -                    |                      |                      |
| 1989-1990 | Admirals de Hampton Roads  | ECHL          | 31 | 17               | 12               | 1                | 2 048            | 123              | 3,6              | 89,2             | 0                | 8                | 5                | 2 | 3                    | 302                  | 24                   | 4,77                 |                      | 0                    | 2                    |                      |                      |
| 1990-1991 | Rivermen de Peoria         | LIH           | 5  | 1                | 3                | 1                | 304              | 22               | 4,34             | 83,5             | 0                | 0                | -                | - | -                    | -                    | -                    | -                    | -                    | -                    | -                    |                      |                      |
| 1990-1991 | Knights de Nashville       | ECHL          | 43 | 23               | 18               | 3                | 2 508            | 189              | 4,52             | 88,8             | 1                | 8                | -                | - | -                    | -                    | -                    | -                    | -                    | -                    | -                    |                      |                      |
| 1991-1992 | Rivermen de Peoria         | LIH           | 6  | 1                | 3                | 2                | 370              | 27               | 4,38             |                  | 0                | 0                | -                | - | -                    | -                    | -                    | -                    | -                    | -                    | -                    |                      |                      |